# Ванцян, Вачаган Унанович
Вачаган Унанович Ванцян (Вантян) (з.-арм. Վաչագան Հունանի Վանցեան; 14 мая 1913 — 1 августа 1944) — участник Великой Отечественной войны, Герой Советского Союза (1945), командир пулемётного расчёта 259-го стрелкового полка 179-й стрелковой дивизии, сержант.

## Биография
Родился 14 мая 1913 года, в селе Зак Ахалкалакского уезда Тифлисской губернии Российской империи в семье крестьянина.
С началом Великой Отечественной войны добровольцем вступил в ряды Красной армии. С мая 1942 года в звании сержанта в составе 179-й стрелковой дивизии 41-й армии Калининского фронта принимает активное участие в боях с немецкими войсками во время проведения Ржевско-Сычёвской операции.
В апреле 1944 года 179-я стрелковая дивизия под командованием полковника М. М. Шкурина вошла в состав 1-го стрелкового корпуса (43-й армии 3-го Белорусского фронта) и участвовала в Белорусской операции, получившей название Операция Багратион, при проведении которой Вачаган Ванцян проявил отвагу и мужество. Особо отличился сержант при форсировании реки Мемель, так 1 августа 1944 года Ванцян захватил плацдарм и удерживал его до подхода основных сил, отбивая одну за одной атаки гитлеровских солдат, пытающихся вернуть утраченные позиции, в бою за удержание этого плацдарма Ванцян был тяжело ранен, но не покинул поле боя и, истекая кровью, удерживал плацдарм, в этот же день от полученных ранений он скончался.
Похоронен сержант Ванцян в поселке Пашеле Укмергского района Литовской ССР (ныне пригород Укмярге Литвы).
Указом Президиума Верховного Совета СССР от 24 марта [[1945 года за образцовое выполнение боевых заданий командования на фронте борьбы с немецко-фашистским захватчиками, мужество, отвагу проявленные при форсировании реки Неман сержанту Ванцяну Вачагану Унановичу присвоено звание Героя Советского Союза (посмертно).

## Награды
- Герой Советского Союза (24.03.1945, посмертно)[4]
- орден Ленина (24.03.1945, посмертно)
- медаль «За отвагу» (19.06.1944)

## В воспоминаниях современников
Противник предпринял настойчивые попытки сбросить переправившиеся подразделения 259-го стрелкового полка, но они отбили все контратаки. Особенно тяжело пришлось 2-му стрелковому батальону. Он был атакован превосходящими силами пехоты, поддержанной танками. Бойцы и командиры сражались с потрясающей стойкостью. Когда на позиции, которые прикрывал огнём своего пулемёта Вачагай Унатович Ванцьян, в третий раз двинулась фашистская пехота и 9 танков, пулемётчик укрылся в окопе. Пропустив танки, он выскочил из укрытия и почти в упор стал расстреливать пехоту. Ошеломлённые фашисты побежали назад. Два танка тоже развернулись и двинулись на пулемёт, стреляя на ходу. До ближайшего танка оставалось не более 10 метров. Тогда Ванцьян поднялся и с противотанковыми гранатами в обеих руках бросился под танк. Раздался взрыв — и машина закрутилась на месте, объятая огнём. Вачагаю Унатовичу Ванцьяну было посмертно присвоено звание Героя Советского Союза.
— Герой Советского Союза  Маршал Советского Союза   Баграмян И.Х.  Так  шли мы к победе. -  М: Воениздат, 1977.- С.382.